# Valerie Van Peel
Valerie Van Peel (nascida a 11 de outubro de 1979 em Kalmthout) é uma política, jornalista e apresentadora de televisão belga que é membro da Câmara dos Representantes pelo partido Nova Aliança Flamenga (N-VA).

## Biografia
Van Peel estudou ciências da comunicação na Universidade de Gante, seguido por um mestrado em jornalismo. Ela então trabalhou para a NRC Handelsblad em Roterdão e como repórter e apresentadora para Het Nieuwsblad e Actua TV. Nas eleições municipais de 2012 foi eleita conselheira da N-VA em Kapellen antes de renunciar em 2019 para se concentrar nas suas funções parlamentares. Nas eleições federais belgas de 2014 foi eleita membro da Câmara dos Representantes pelo círculo eleitoral de Antuérpia. Em 2021 foi nomeada vice-presidente do N-VA. Van Peel é feminista, mas já escreveu a defender a eliminação da discriminação positiva na política.